# 2005년 미야기현 해역 지진
2005년 미야기현 해역 지진(일본어: 宮城県沖の地震)은 2005년 8월 16일 일본 미야기현 해역에서 일어난 대지진이다. 규모는 M7.2. 미야기현 가와사키정에서 최대 진도6약을 관측했다. 미야기현이나 국토교통성등은 이 지진을 8・16 미야기 지진이라고 명명하였다.

## 발생 구조
- 본 지진은 약40년 간격으로 반복적으로 발생하는 "미야기현 해역 지진"의 하나이다.
- 발진기구해는 서북서-동남동 방향으로 압력축을 가진 역단층형 지진(판 경계간 지진)이다.[2]

## 진도
아래는 일본 기상청 진도 계급 기준 진도4 이상을 관측한 도도부현이다.
| 진도 | 도도부현 |
| ---- | --- |
| 6약  | 미야기현 |
| 5강  | 이와테현 후쿠시마현 |
| 5약  | 이바라키현 |
| 4    | 아오모리현 아키타현 야마가타현 도치기현 군마현 사이타마현 지바현 도쿄도 가나가와현 니가타현 야마나시현 나가노현 시즈오카현 |

## 피해
이 지진으로 100명이 부상을 입었다. 미야기현 센다이시 이즈미구에 위치한 "스포파크 마츠모리"(2005년 7월 1일에 오픈한 스포츠 시설)에서는 실내 수영장의 천장이 붕괴되어 26명의 부상자를 냈다. 또한, 사이타마현 가조시(진도4)에서 민가 1채가 완전 붕괴되었다. 센다이시 지하철, 도호쿠 신칸센, 아키타 신칸센, 야마가타 신칸센이 일시적으로 불통이 되어, 오본의 시기였기 때문에 많은 사람이 혼란을 겪었다.
| 도도부현   | 인명 피해 (명) | 인명 피해 (명) | 인명 피해 (명) | 주택 피해 (채) | 주택 피해 (채) | 주택 피해 (채) |
| 도도부현   | 사망자         | 중상자         | 경상자         | 완전 붕괴      | 반파           | 일부 손상      |
| ---------- | -------------- | -------------- | -------------- | -------------- | -------------- | -------------- |
| 이와테현   |                | 3              | 8              |                |                | 9              |
| 미야기현   |                | 7              | 72             |                |                | 383            |
| 아키타현   |                |                |                |                |                | 2              |
| 야마가타현 |                | 1              |                |                |                |                |
| 후쿠시마현 |                | 1              | 4              |                |                | 590            |
| 사이타마현 |                |                | 4              | 1              |                |                |
| 합계       |                | 12             | 88             | 1              |                | 984            |

## 같이 보기
- 일본의 지진 목록